# Леру, Шарль
Шарль Леру (англ. Charles Leroux; имя, данное при рождении Джозеф Джонсон(англ. Joseph Johnson); 31 октября 1856 года, Уотербери, США — 12 сентября 1889 года, Ревель, Российская империя) — американский воздухоплаватель и парашютист, создатель парашюта собственной оригинальной модели. Погиб в Таллинском заливе в Ревеле, унесённый ветром в воду после 239-го прыжка в своей карьере.

## Карьера
Родился в Уотербери (Коннектикут, США). Прибыл в Европу в 1889 году с целью продемонстрировать свои навыки воздухоплавания и прыжков с парашютом. Он дал несколько представлений в Берлине и Бремене, где прыгнул с парашютом из корзины воздушного шара, которую сам пилотировал. После этого он отправился в турне по Российской империи, дал представление в Москве, собравшее рекордное количество зрителей, следом за Москвой посетил Ригу, где выступил со своими коронными номерами в Верманском парке, также при большом скоплении народа, а затем отправился в Ревель, с представителями администрации которого им был заключён контракт. Первоначально полёт Леру был запланирован на 10 сентября, но в связи с порывами шквалистого ветра его решили перенести на 12 сентября. Несмотря на то, что к этому дню ветер не унялся, пилот принял решение подниматься в воздух.

## Полёт в Ревеле и гибель
Баллон был наполнен газом от одной из местных газовых фабрик; ровно в пять часов вечера он поднялся с маленького возвышения Харьюмяги, с территории, где ранее располагался крепостной бастион. Ветер тут же захватил воздушный шар и стремительно понёс его к акватории Таллинского залива. Изумлённая публика не могла никак повлиять на ситуацию, ей оставалось только наблюдать за драматическим развитием событий со стороны. Пролетая над домами, находившимися вблизи залива, воздухоплаватель Леру предпринял последнюю попытку спастись и спрыгнул с парашютом, прикреплённым к подвесному сиденью. Однако сильные порывы ветра подхватили парашют, смяли его и понесли с колоссальной скоростью в открытое море. Парашют погрузился в море примерно на расстоянии двух километров от берега. По свидетельствам очевидцев, Леру не предпринимал попыток отвязаться от парашюта и почти в ту же минуту исчез под водой. Некоторые свидетели позднее предполагали, что увидели, как он один или два раза показался над поверхностью воды. Однако никакие меры безопасности в заливе не были предусмотрены, поэтому, когда через десять минут катера спасателей прибыли к месту крушения парашюта, следов Леру им обнаружить не удалось. Тело воздухоплавателя было обнаружено местными жителями через два дня. Данные медицинской экспертизы указали на то, что Леру утонул. Шарль Леру был похоронен на кладбище Копли в Таллине.

## Вклад в развитие воздухоплавания и парашютного спорта
Гибель Шарля Леру в Ревеле не оттолкнула энтузиастов от занятий парашютным спортом; наоборот, сотни молодых людей начали профессионально заниматься воздухоплаванием и прыжками с парашютом. В частности, авиационный спорт в Эстонии начал развиваться благодаря последнему полёту Леру, который вдохновил многих на достижение высоких результатов.

## Память
В память о Шарле Леру 12 сентября 1989 года на морской набережной в Пирита была установлена скульптурная композиция, на постаменте которой выгравированы слова «Смелым и деятельным людям» (эст. „Julgetele ja teotahtelistele inimestele”). Автор памятного знака — Мати Кармин (Mati Karmin).

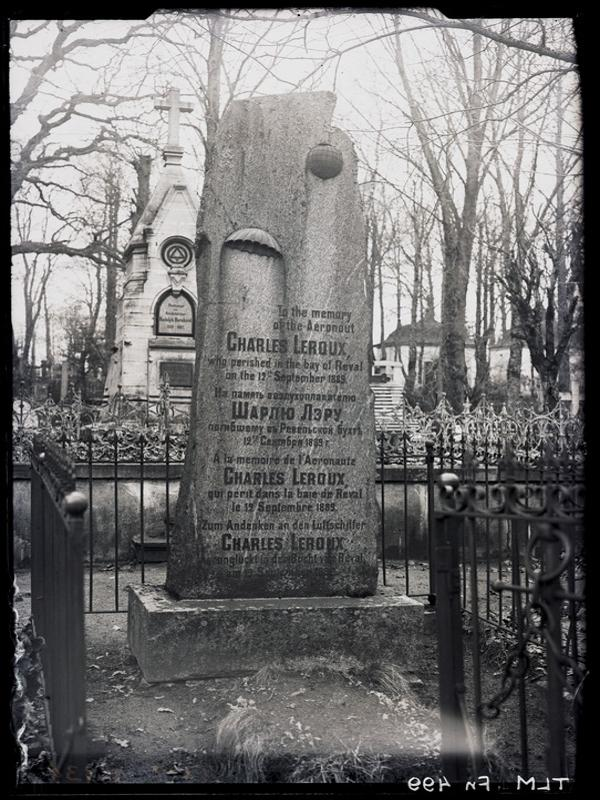
Памятник на кладбище Копли (не сохранился)
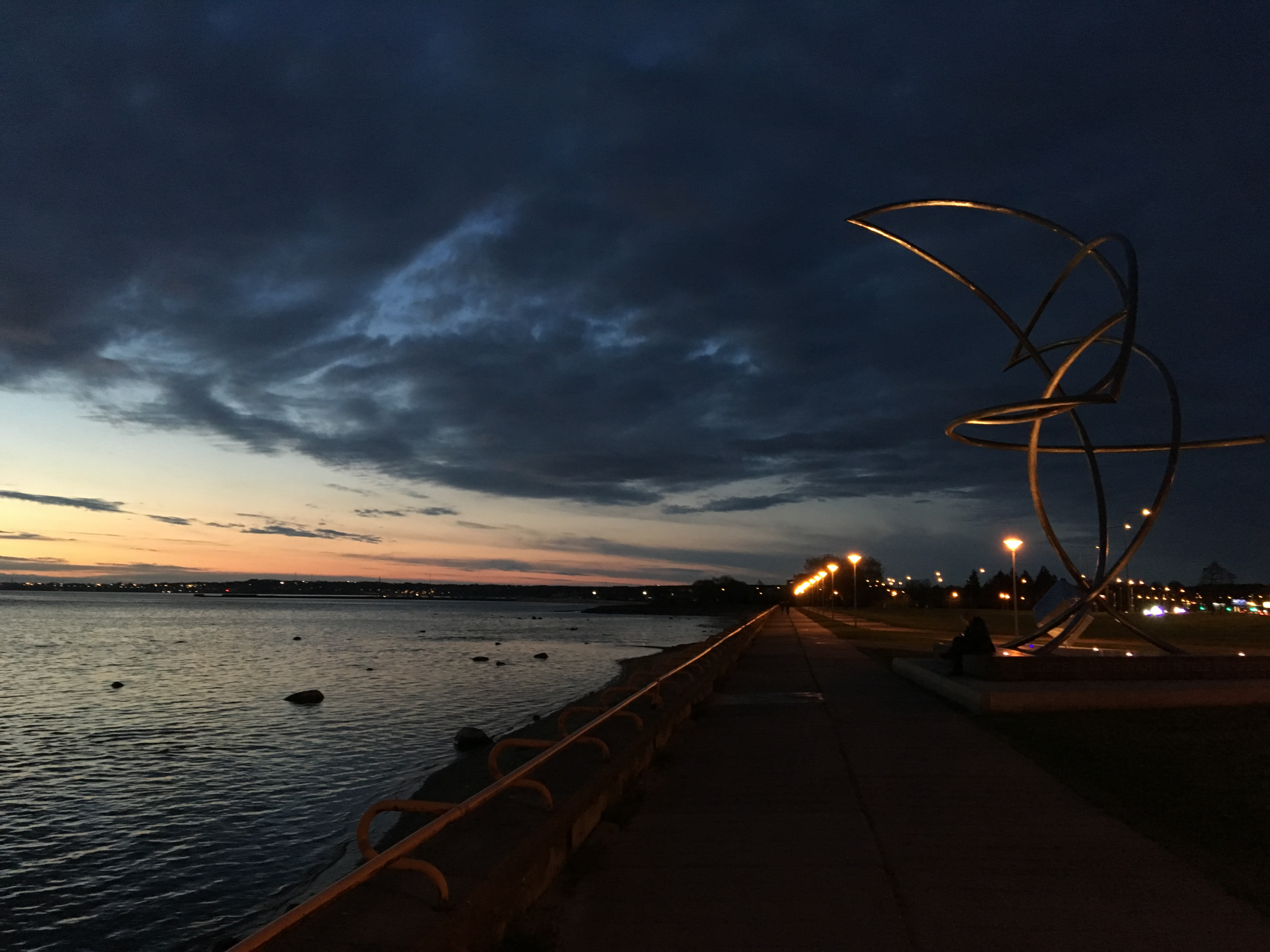
Cкульптурная композиция на морской набережной в Пирита была установлена 12 сентября 1989 года